# 新城街道 (库尔勒市)
新城街道，是中华人民共和国新疆维吾尔自治区巴音郭楞蒙古自治州库尔勒市下辖的一个乡镇级行政单位。

## 行政区划
新城街道下辖以下地区：
新苇社区、新苑社区、华星园社区、物探社区、迎宾社区和南湖社区。